# Bedstone
Bedstone – wieś w Anglii, w hrabstwie Shropshire. Leży 39 km na południe od miasta Shrewsbury i 216 km na północny zachód od Londynu.